# Associação Desportiva e Cultural Metodista
L'Associação Desportiva e Cultural Metodista è una società polisportiva brasiliana con sede a São Bernardo do Campo.
La polisportiva è attiva nei seguenti sport:
- pallacanestro, con una squadra femminile e una squadra maschile
- pallamano, con una squadra femminile e una squadra maschile

In passato era attiva anche nella pallavolo, con una squadra squadra femminile e una squadra maschile